# Fotorealismus

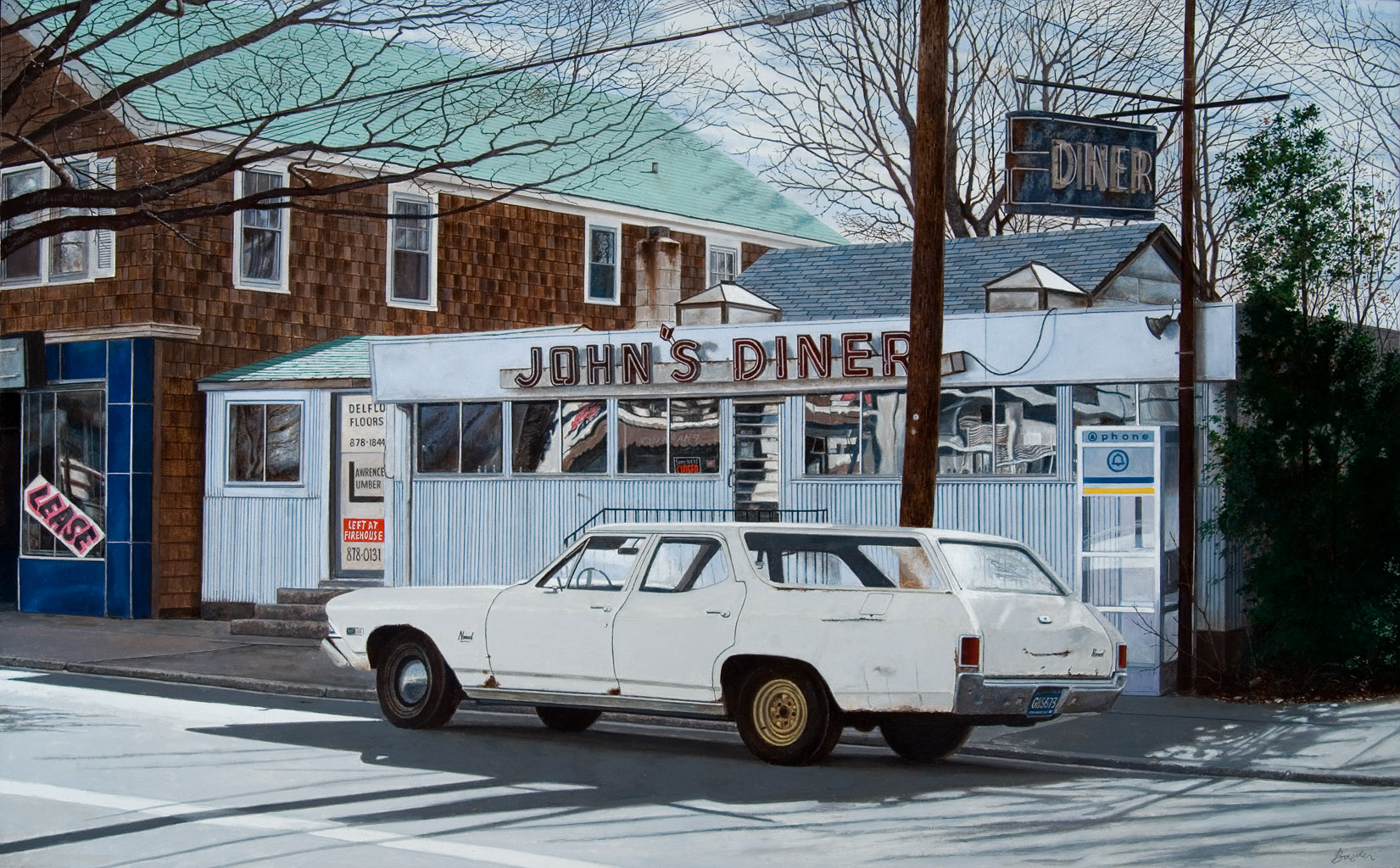
John’s Diner with John’s Chevelle, 2007
John Baeder, Öl auf Leinwand, 30×48 Zoll

Fotorealismus ist ein nach der Pop Art vor allem in den USA entwickelter Stil extrem naturalistischer Malerei.

## Entstehung
Der Stil des Fotorealismus entstand in den späten 1960er und frühen 70er Jahren. Als erster öffentlicher Auftritt kann die documenta 5 1972 in Kassel angesehen werden. Die Bilder und Plastiken des „US-Amerikanischen Fotorealismus“ brachen langjährige Tabus, die vor allem in Deutschland gegenüber einem abbildenden Realismus existierten und in Abgrenzung gegen die Kunst in der Zeit des Nationalsozialismus und gegen den Sozialistischen Realismus entstanden waren.
Die Irritationen entstanden nicht zuletzt aus der Verkennung der künstlerischen Intention des Fotorealismus, dessen Künstler weniger an bestimmten Ausschnitten der Realität interessiert waren als vielmehr an der möglichst exakten Umsetzung der Darstellungsweise von Fotografie in Malerei und den sich daraus ergebenden Wirkungen und Möglichkeiten. Die als Reproduktion von Reproduktionen aufgefassten und gemalten Bilder erscheinen, wenn sie – wie auch hier – nur abgebildet werden, in erneuter Reproduktion und somit reduziert auf das, wovon sie ausgingen, als Foto. Kennzeichnend ist der bis zur Augentäuschung gehende Detailnaturalismus. Solch fatale Realitätsverwechslung und Bildunsicherheit verfestigte den Vorwurf, diese Kunst sei bloße Kopistenvirtuosität, schierer Foto- und Wirklichkeitsabklatsch. Was indes in der Abbildung wie ein Foto wirkt, lässt im Original die entscheidenden Züge einer Wirklichkeitsinterpretation, einer eigenen Bildrealität erkennen.
Als Vorlage benutzten die Fotorealisten meistens ein Diapositiv oder mehrere mit alltäglichen Motiven aus ihrem Umfeld. Ihr Verhältnis gegenüber dem Inhalt ihrer Bilder sollte neutral und möglichst objektiv sein. Sie bevorzugten Motive mit detailreichen, spezifischen, oft spiegelnden Oberflächen.
Bei den Fotorealisten taucht ein Spezialistentum auf, bei dem jeder Künstler technische Meisterschaft und Virtuosität in einem relativ begrenzten Themenbereich anstrebt. Diese Zuordnungsmöglichkeiten waren durch die Eliminierung der persönlichen Handschrift des Künstlers verloren gegangen. So zeigten Richard McLean vor allem Zuchtpferde und ihre stolzen Besitzer, Chuck Close überdimensionale Kopfporträts, Richard Estes spiegelnde Schaufenster, Robert Cottingham Schriftzüge der Neonreklame, Ralph Goings Autos und Schnellrestaurants, Don Eddy intakte und John Salt lädierte und verrostete Autos, David Parrish Motorräder, John Clem Clark und John Kacere Mädchenakte und Ben Schonzeit Verpackungen.
In Europa verfolgte besonders der Schweizer Künstler Franz Gertsch fotorealistische Zielsetzungen. Dabei geht es ihm vor allem um die Präsenz seiner Figuren, um die Darstellung des Lebensgefühls der 1970er-Jahre. Er zeigte seine Freunde, eine Gruppe von Performancekünstlern, und Familienbilder. „Ich muss in den Vorlagen die Möglichkeit spüren, meine malerischen Medien bildgerecht einsetzen zu können, um Leben einzufangen“ (Gertsch).
Weitere Vertreter des Fotorealismus sind unter anderem
- John Baeder
- Robert Bechtle
- Roberto Bernardi
- Robert Cottingham
- Helmut Ditsch
- Werner Fohrer
- Gottfried Helnwein (teilw. Hyperrealismus zuzuordnen)
- Howard Kanovitz
- Richard McLean
- Chuck Monroe
- Yigal Ozeri
- Stephen Posen
- John Salt
- Paul Sarkisian
- Ben Schonzeit
- Raphaella Spence
- Paul Staiger
- Raimond Staprans

in Deutschland:
- Heiner Altmeppen
- Matthias Holländer
- Fritz Köthe
- Gerhard Richter
- Jan Peter Tripp

in Frankreich:
- Jean-Olivier Hucleux

Der Fotorealismus ist verwandt mit dem Hyperrealismus (Unterschiede sind bei Hyperrealismus erklärt).